# B Nazionale 1985-1986
La B Nazionale 1985-1986 è stata la 25ª edizione della seconda divisione greca di pallacanestro maschile.

## Classifica finale

### Gruppo Sud

#### Girone A
| #  | Teams                        | P  | V  | P  | Pt | Qualificate            |
| -- | ---------------------------- | -- | -- | -- | -- | ---------------------- |
| 1  | KAE Īlysiakos                | 18 | 17 | 1  | 35 | Play-off               |
| 2  | Pagrati Atene                | 18 | 13 | 5  | 31 | A2 Nazionale 1986-1987 |
| 3  | Prōteas N. Kosmou            | 18 | 13 | 5  | 31 | B Nazionale 1986-1987  |
| 4  | Peiraïkos Syndesmos          | 18 | 12 | 6  | 30 | B Nazionale 1986-1987  |
| 5  | Esperos Kallithea            | 18 | 9  | 9  | 27 | B Nazionale 1986-1987  |
| 6  | Faiax Corfù                  | 18 | 8  | 10 | 26 | Retrocesse             |
| 7  | A.G.S. Giannina              | 18 | 7  | 11 | 25 | Retrocesse             |
| 8  | Ionikos Neas Filadelfeias BC | 18 | 7  | 11 | 25 | Retrocesse             |
| 9  | Aiolos-Tavros                | 18 | 4  | 14 | 22 | Retrocesse             |
| 10 | Arkadikos BC                 | 18 | 3  | 15 | 21 | Retrocesse             |

#### Girone B
| #  | Teams                           | P  | V  | P  | Pt | Qualificate            |
| -- | ------------------------------- | -- | -- | -- | -- | ---------------------- |
| 1  | Milōn                           | 18 | 16 | 2  | 34 | Play-off               |
| 2  | Panachaïkī G.E.                 | 18 | 13 | 5  | 31 | A2 Nazionale 1986-1987 |
| 3  | Gymnastikos Syllogos Amarousiou | 18 | 12 | 6  | 30 | B Nazionale 1986-1987  |
| 4  | Kadmos Tebe                     | 18 | 12 | 6  | 30 | B Nazionale 1986-1987  |
| 5  | A.O. Porfyras Freattydas        | 18 | 12 | 6  | 30 | B Nazionale 1986-1987  |
| 6  | Anagennīsī Samo                 | 18 | 8  | 10 | 26 | Retrocesse             |
| 7  | A.G.E. Calcide                  | 18 | 6  | 12 | 24 | Retrocesse             |
| 8  | Kolossos Rodi                   | 18 | 5  | 13 | 23 | Retrocesse             |
| 9  | G.E. Irakleiou Krītīs           | 18 | 4  | 14 | 22 | Retrocesse             |
| 10 | Rodi                            | 18 | 2  | 16 | 20 | Retrocesse             |

### Gruppo Nord

#### Girone A
| #  | Teams                         | P  | V  | P  | Pt | Qualificate            |
| -- | ----------------------------- | -- | -- | -- | -- | ---------------------- |
| 1  | M.A.S. Filippos Thessalonikīs | 20 | 16 | 4  | 36 | Play-off               |
| 2  | MENT BC                       | 20 | 15 | 5  | 35 | A2 Nazionale 1986-1987 |
| 3  | G.S. Larissa                  | 20 | 14 | 6  | 34 | B Nazionale 1986-1987  |
| 4  | Dīmokritos Thessalonikīs      | 20 | 12 | 8  | 32 | B Nazionale 1986-1987  |
| 5  | Filippos Veria                | 20 | 12 | 8  | 32 | B Nazionale 1986-1987  |
| 6  | Nikī Volo                     | 20 | 12 | 8  | 32 | Retrocesse             |
| 7  | Pierikos                      | 20 | 10 | 10 | 30 | Retrocesse             |
| 8  | Olympia Larissa BC            | 20 | 8  | 12 | 28 | Retrocesse             |
| 9  | Sporting Trikala              | 20 | 8  | 12 | 28 | Retrocesse             |
| 10 | Asklīpios Trikala             | 20 | 2  | 18 | 22 | Retrocesse             |
| 11 | Ethnikos Kozanīs              | 20 | 1  | 19 | 21 | Retrocesse             |

#### Girone B
| #  | Teams                | P  | V  | P  | Pt | Qualificate            |
| -- | -------------------- | -- | -- | -- | -- | ---------------------- |
| 1  | P.A.O. Dioikītīriou  | 18 | 12 | 6  | 30 | Play-off               |
| 2  | Komotinī             | 18 | 12 | 6  | 30 | A2 Nazionale 1986-1987 |
| 3  | Nestōr Thessalonikīs | 18 | 12 | 6  | 30 | B Nazionale 1986-1987  |
| 4  | ΧΑΝΘ Salonicco       | 18 | 12 | 6  | 30 | B Nazionale 1986-1987  |
| 5  | Ariōn Thessalonikīs  | 18 | 10 | 8  | 28 | B Nazionale 1986-1987  |
| 6  | V.A.O.               | 18 | 10 | 8  | 28 | Retrocesse             |
| 7  | Esperos Vyzantiou    | 18 | 9  | 9  | 27 | Retrocesse             |
| 8  | Apollōn Kalamaria    | 18 | 7  | 11 | 25 | Retrocesse             |
| 9  | Ermogenīs Xanthīs    | 18 | 5  | 13 | 23 | Retrocesse             |
| 10 | Thermaïkos Salonicco | 18 | 1  | 17 | 19 | Retrocesse             |

### Girone finale
| # | Teams                         | P | V | P | Pt | Qualificate            |
| - | ----------------------------- | - | - | - | -- | ---------------------- |
| 1 | KAE Īlysiakos                 | 3 | 3 | 0 | 6  | Spareggi promozione    |
| 2 | Milōn                         | 3 | 2 | 1 | 5  | Spareggi promozione    |
| 3 | M.A.S. Filippos Thessalonikīs | 3 | 1 | 2 | 4  | A2 Nazionale 1986-1987 |
| 4 | P.A.O. Dioikītīriou           | 3 | 0 | 3 | 3  | A2 Nazionale 1986-1987 |

## Spareggi promozione/retrocessione
Le squadre classificate al nono e decimo dell'A Nazionale 1985-1986 e la prime due squadre del girone finale della B Nazionale disputano un girone per due posti nell'A1 Nazionale 1986-1987.
| # | Teams          | P | V | P | Pt | Qualificate            |
| - | -------------- | - | - | - | -- | ---------------------- |
| 1 | AEK Atene      | 3 | 3 | 0 | 6  | Promozione             |
| 2 | KAE Īlysiakos  | 3 | 2 | 1 | 5  | Promozione             |
| 3 | Milōn          | 3 | 1 | 2 | 4  | A2 Nazionale 1986-1987 |
| 4 | Sporting Atene | 3 | 0 | 3 | 3  | A2 Nazionale 1986-1987 |